# Területfejlesztés és Innováció
A Területfejlesztés és Innováció című elektronikus folyóiratot a PTE TTK Földrajzi Intézetének Politikai Földrajzi és Területfejlesztési Tanszéke valamint a Társadalomföldrajzi és Urbanisztikai Tanszéke alapította 2007-ben.

## A szakfolyóirat profilja
A folyóirat elindításának célja, hogy a területfejlesztés témakörével kapcsolatos kutatások eredményeiről, a kutatási módszerekről, az innovációs folyamatokról és hatásaikról, valamint a gyakorlati kezdeményezésekről, tapasztalatokról tájékoztassa a téma iránt érdeklődőket, illetve az érdekelteket. További cél a szakmai tapasztalatcsere és a gondolatébresztő, cselekvést ösztönző írások megjelenésének biztosítása. A folyóirat tudományos igényességgel elkészített, a terület és településfejlesztéssel foglalkozó írásokat közöl és tájékoztat olyan helyi kezdeményezésekről, melyek tapasztalatai szélesebb körben is hasznosíthatók. A tanulmányok magyar és angol nyelven jelenhetnek meg legfeljebb 20000 karakter terjedelemben (képekkel, térképekkel, ábrákkal együtt). A szakmai folyóirat csak a szerkesztőbizottság által lektorált írásokat jelenteti meg.